# Hợp đồng bán hàng
Hợp đồng bán hàng là hợp đồng pháp lý. Đây là hợp đồng trao đổi hàng hóa, dịch vụ hoặc tài sản là đối tượng trao đổi từ người bán (hoặc nhà cung cấp) cho người mua (hoặc bên mua) cho một giá trị đã thỏa thuận bằng tiền (hoặc bằng số tiền tương đương) hoặc hứa trả lại cái tương tự. Đây là một loại hợp đồng pháp lý cụ thể.
Từ thực tế cổ đại của trao đổi, trong nhiều khu vực theo thông luật, nó hiện đang được điều chỉnh bởi luật pháp. Xem luật thương mại.
Hợp đồng bán hàng liên quan đến hàng hóa được điều chỉnh theo Điều 2 của Bộ luật thương mại thống nhất ở hầu hết các khu vực pháp lý ở Hoa Kỳ và Canada. Tuy nhiên tại Quebec, các hợp đồng như vậy được điều chỉnh bởi Bộ luật Dân sự Quebec như một hợp đồng chỉ định trong cuốn sách về luật nghĩa vụ. Ở các nước Hồi giáo, nó bị chi phối bởi luật sharia (luật Hồi giáo).
Hợp đồng bán hàng đưa ra các điều khoản của giao dịch hàng hóa hoặc dịch vụ, xác định hàng hóa được bán, liệt kê hướng dẫn giao hàng, thời hạn kiểm tra, bất kỳ bảo đảm và chi tiết thanh toán nào. 